# ロシア軍占領下のザポリージャ州
ロシア軍のザポリージャ州占領は、2022年2月24日にロシア軍がウクライナに侵攻し、ザポリージャ州の一部を占領し始めたときに始まった、進行中の軍事占領である。2月26日、ベルジャーンシク市がロシアの支配下に置かれ、3月1日にメリトポリの戦いでロシアが勝利し、メリトポリは占領された。ロシア軍はまた、ザポリージャ原子力発電所があるエネルホダル市を包囲し、3月4日に占領した。州都ザポリージャは、ロシア軍に占領されておらず、ウクライナの支配下にある。しかし2022年9月、占領軍はロシアへの併合を問う住民投票を強行し賛成多数になったとして9月30日にはロシアのウラジーミル・プーチン大統領が併合を宣言、編入条約に調印しロシアはザポリージャ州を自国の一部と見做すこととなった。
2022年7月にはロシアの2022年戦争検閲法をザポリージャ州に拡大する法令を発行し、罰則としてロシアへの強制送還も含まれていた。

## 占領

### ベルジャーンシク
2022年2月26日、ロシア軍はベルジャーンシク港とベルジャーンシク空港を占領した。翌日までに、ロシア軍はベルジャーンシク市を完全制圧した。
3月14日から、ベルジャーンシク港は、ウクライナ南部での攻勢（特にマリウポリの包囲）を支援するための兵站ハブとしてロシア軍が利用していた。 3月21日、ロシアのメディアZvezdaは、ベルジャーンシクに水陸両用輸送車が到着したと報じた。ロシア海軍の将校は、この件は「黒海艦隊への兵站の可能性を開く画期的な出来事」と説明した。
3月24日、ウクライナ軍はアリゲーター級揚陸艦サラトフ（破壊され沈没）と2隻のロプチャ級揚陸艦の1隻（損傷を受けるも出港に成功）を空爆した（ベルジャーンシク港攻撃）。当時、ウクライナ侵攻中にロシアが被った最も大きな海軍戦力の損失であり、ウクライナの最も重要な成功の1つであった。

### メリトポリ
2022年3月1日、市が占領された直後にメリトポリの市民は市の軍事占領に反対する街頭デモを行った。デモ隊は行進し、ロシアの軍用車の車列を体で阻止した。
3月10日、メリトポリ地方歴史博物館の館長Leila Ibragimovaが自宅でロシア軍に逮捕され、未知の場所に拘留された。翌日、メリトポリの市長、イヴァン・フェドロフは、ロシアとの協力を拒否し、自身の事務所でウクライナの旗を掲げ続けたため、ロシア軍に拉致された。ロシア当局はの失踪についてコメントしなかったが、ロシアが支援する自称分離国家（ウクライナ内にある）ルガンスク人民共和国の検察庁は彼を「テロ活動」で非難した。
3月12日、ザポリージャ州の地方行政は、市議会の野党ブロック党議員ガリーナ・ダニリチェンコが市長代行に任命されたと述べた。ウクライナ保安庁は、元ウクライナ国会議員のエフゲニー・バリツキーが事実上市政府を支配していると主張した。フェドロフが拉致されている間、何百人もの人々がメリトポリ市庁舎の外でフェドロフの釈放を求めるデモに参加した。非政府組織「メリトポリの良心的社会」の代表であり、ロシア軍に対する地元のデモの主催者であるオルガ・ゲイスモワが逮捕された。3月13日、メリトポリ市議会は、「ロシア連邦の占領軍は、メリトポリ市の占領政権を不法に創設しようとしている」と宣言した。同市議会は、ウクライナ検事総長のイリーナ・ヴェネディクトヴァに、ダニリチェンコと彼女の党の野党ブロックに対して、反逆罪の審理前調査を開始するよう訴えた。ウクラインスカヤ・プラウダは、ロシア軍がメリトポリの地区評議会議長のSerhiy Priymaを誘拐し、市議会書記のローマン・ロマノフを誘拐しようとしたと報じた。一方で、集会やデモは禁止されており、午後6時から午前6時まで夜間外出禁止令が課されていることを大音量のスピーカーを介し発表しているロシアの軍用車両が目撃された。3月14日、クラインスカヤ・プラウダは、ロシア軍がメリトポリの中央広場を封鎖することで、新たなデモ運動を阻止したと報じ、また、「2人の活動家が誘拐され、未知の方向に連れ去られた」とも報じた。
3月16日、フェドロフは拘束下から解放された。一部のウクライナ当局者は、彼が「特殊作戦」で解放されたと述べた。しかし、ゼレンスキーの報道補佐官ダリア・ザリヴナは後に、ウクライナ軍に拘束されたロシアの徴集兵9人と交換されたと述べた。
2022年3月23日、フェドロフ市長は、ロシア軍が企業を差し押さえ、地元住民を脅迫し、数人のジャーナリストを拘留している間に、市が食糧、医薬品、燃料供給に問題を抱えていると報告した。4月22日、フェドロフは、都市の占領中に100人以上のロシア兵がパルチザンに殺害されたと述べた。

### エネルホダル
3月4日、エネルホダル市とザポリージャ原子力発電所はロシアの占領下に置かれた。
ザポリージャ州知事のオレクサンドル・スタルクは、3月5日、ロシア軍がエネルホダルを略奪した後に同市を去り、都市の状況は完全に地方自治体の管理下にあると述べた。しかし、エネルホダル市長のオルロフはロシア軍が完全に去ったとの報告を否定し、同軍が依然として都市周辺と発電所を占領しており、地方自治体はまだ都市の管理にあたっていると述べた。3月7日、南東部のウクライナ軍政権は、エネルホダルがロシア軍の支配下にあることを認めた。
3月6日、 IAEAは声明を発表し、その中で「6基の原子炉ユニットの技術的運転に関連する措置を含む、発電所管理のいかなる行動も、ロシアの司令官の事前承認が必要となっている」「現地のロシア軍は一部のモバイルネットワークとインターネットをオフにしたため、サイトからの信頼できる情報を通常の通信チャネルでは取得できない」と述べた。3月9日、ウクライナのエネルギー大臣であるHerman Galushchenkoは、ロシア軍が発電所の労働者を人質にとり、数人にプロパガンダ映像の作成を強制したと主張した。

## ロシアへの併合
2022年9月23日から27日にかけてザポリージャ州などロシア占領地域においてロシアへの併合を問う住民投票が執行された。その結果、いずれの地域でも賛成が9割を超える圧倒的多数で併合が承認されたとする結果が発表され、9月29日にロシアのウラジーミル・プーチン大統領はザポリージャ州を国家として承認、9月30日にはロシアへの併合を宣言し、即座に編入条約に調印した。これによりロシアはザポリージャ州を自国の一部と見做すこととなったが、ウクライナ並びに西側諸国は住民投票や併合宣言の有効性を認めていない。